# Matematica. Un'introduzione
Matematica: un'introduzione è un saggio di Timothy Gowers, matematico inglese vincitore della medaglia Fields, con cui l'autore intende avvicinare il lettore comune alla materia. Contiene le principali informazioni per affascinare una persona alla matematica in poche pagine.

## Edizioni
- Timothy Gowers, Matematica: un'introduzione, traduzione di Ugaglia M., collana Piccola Biblioteca, Einaudi, 2004,  pp. XIII-163, ISBN 88-06-16735-9.